# Das Gelbe vom Ei (Hitparade)
Das Gelbe vom Ei ist eine Hitparade des deutschen Privat-Hörfunksenders radio ffn, die seit 1991 jährlich zu Ostern gesendet wird.

## Geschichte
Von 1991 bis 2017 fand die jährliche „Osterhitparade“ Das Gelbe vom Ei von Karsamstag bis Ostermontag statt. In diesem Zeitraum spielte der Radiosender 750 Hits, die von den Hörern gewählt wurden. Am Abend des jeweiligen Ostermontags erfolgte bis 2015 bei radio ffn eine Abschlussparty, bei der die letzten 20 Titel gespielt wurden. 2016 wurde die Party nach Lastrup und 2017 nach Bovenden verlegt. Bis einschließlich 2003 wurde die Hitparade von (fast) allen jeweiligen Moderatoren des Senders präsentiert. Ab der Ausgabe 2004 begann die Marathon-Ausstrahlung, d. h. zwei Moderatoren übernahmen das gesamte Osterwochenende das Studio. Im Jahr 2007 gab es einmalig eine Rückkehr zum alten Schema. Ab 2015 musste das Konzept geändert werden, da das Gewerbeaufsichtsamt geltend machte, dass Moderatoren aus arbeitsrechtlichen Gründen keinen Marathon durchführen dürfen. Dies hatte zur Folge, dass fortan Teams gebildet wurden. Aufgrund dessen durften Christoph Recker und Jan Zerbst 2015 die Osterhitparade nicht durchweg 58 Stunden moderieren, sondern wurden vertreten durch drei weitere Teams. 2016 wurde das Konzept nochmals angepasst, es gibt grundsätzlich nur noch Moderatoren-Teams, die aber nicht mehr unterstützend zu Christoph Recker und Jan Zerbst antreten.
2018 und 2019 wurden in der Sendung Das Gelbe vom Ei 1000 Hits gespielt. Entsprechend endete der Marathon, ohne Austragung einer Abschlussparty, erst am Morgen des Dienstags nach Ostern.
2020 fand zwar noch eine Das Gelbe vom Ei genannte Musikpräsentation statt. Die Form einer Hitparade wurde dabei aber vollständig aufgegeben. Vor Ostern wurden die Hörer von Radio ffn dazu aufgerufen, sich ihren Lieblingssong zu wünschen, so dass Das Gelbe vom Ei in eine Art „Wunschkonzert“ umstrukturiert wurde. Die Sendung startete zudem nicht, wie in den Jahren von 1991 bis 2019, am Karsamstag, sondern lief lediglich am Ostersonntag und Ostermontag. Am Karsamstag wurde stattdessen das normale Programm und somit auch eine neue Ausgabe der wöchentlichen Chartshow Niedersachsens Top 40 gesendet. 2021 wurde dieses Konzept beibehalten; den Sendungsbeginn legte man jedoch wieder auf den Karsamstag. Im Jahr 2022 strahlte ffn eine Musikwunschsendung über Ostern aus, der Name und das Konzept von Das Gelbe vom Ei wurde dabei nicht genutzt.
Seit 2023 findet  Das Gelbe vom Ei wieder von Karsamstag bis Ostermontag im alten Konzept mit 750 Hits statt.

## Moderatoren
| Jahr | Moderatoren |
| ---- | --- |
| 1991 | Tina Busch, Frank Eichner, Lisa Erdmann, Lutz Hanker, Jan Hannemann, Uli Kniep, Andreas Kuhnt, Christian Langhorst, Frauke Ludowig, Tom Petersen, Klaus-Dieter Richter, Ingo Römling, Detlef Simon, Axel Svehla, Dietmar Wischmeyer, Wilhelm Zappe                                                   |
| 1992 | Jens-Peter Beiersdorf, Frank Eichner, Jan Hannemann, Uli Kniep, Ulf Marquardt, Tom Petersen (u. a.) |
| 1993 | N.N. |
| 1994 | N.N. |
| 1995 | N.N. |
| 1996 | Frank Eichner, Matthias Fuchs, Claudia Fyrnihs, Peter Imhof, Sven Olaf Klemm, Jochen Krause, Diane Kutschke, Christian Langhorst, Jörg-Christian Petershofen, Dirk Plasberg, Ecki Stieg, Andrea Wächter, Oliver Welke, Swen Wuttke                                                                   |
| 1997 | Birgit Hahn, Lutz Hanker, Peter Imhof, Sven Olaf Klemm, Uli Kniep, Andreas Kuhnt, Diane Kutschke, Jörg-Christian Petershofen, Dirk Plasberg, Björn Stack, Andrea Wächter, Oliver Welke, Anja Wengenroth                                                                                              |
| 1998 | Birgit Hahn, Peter Imhof, Björn Stack, Martin Jürgensmann, Nils Rode, Andreas Kuhnt, Sven Olaf Klemm, Claudia Sarre, Uli Kniep, Dirk Plasberg, Elke Wiswedel, Stephan Heller, Claudia Fyrnihs, Jörg-Christian Petershofen                                                                            |
| 1999 | René Schulthoff, Martin Jürgensmann, Jens Marhold, Klaus Pommer, Peter Imhof, Jörg-Christian Petershofen, Andreas Kuhnt, Oliver Jochmann, Jan Busche |
| 2000 | Mathias Bartels, Timm Busche, Jenny Heimann, Oliver Jochmann, Martin Jürgensmann, Dominique Knoll, Jens Marhold, Jörg-Christian Petershofen, Frank Schulte, Björn Stack, Britta Venzke |
| 2001 | Thomas Behrens, Andreas Bursche, Jan Busche, Jenny Heimann, Marco Heinsohn, Dominique Knoll, Stefan Kuna, Jörg-Christian Petershofen, Frank Schulte, Björn Stack |
| 2002 | Jan Busche, Timm Busche, Timo Close, Marc Frangipane, Stefan Kuna, Jörg-Christian Petershofen, Juliane Porsiel, Frank Schulte, Björn Stack, Sven Tietzer, Stefan Westphal |
| 2003 | Meike Behrend, Timm Busche, Timo Close, Markus Grieger, Torben Hagenau, Stefan Kuna, Frank Schulte, Björn Stack, Sven Tietzer, Kai Tollknäpper |
| 2004 | Timo Close & Sven Tietzer |
| 2005 | Timo Close & Sven Tietzer |
| 2006 | Timo Close & Sven Tietzer |
| 2007 | Mathias Bartels, Timm Busche, Michael Grese, Torben Hagenau, Susan Hamann, Jessica Schantin, Frank Schulte, Christian vom Hofe, Julian Zumbrock |
| 2008 | Rieke Bargmann & Jens Hardeland |
| 2009 | Rieke Bargmann & Jens Hardeland |
| 2010 | Timm Busche & Jens Hardeland |
| 2011 | Timm Busche & Mike Leon Grosch & Jan Zerbst |
| 2012 | Timm Busche & Jan Zerbst |
| 2013 | Christoph Recker & Jan Zerbst |
| 2014 | Christoph Recker & Jan Zerbst |
| 2015 | Axel Einemann, Harald Gehrung, Oliver Kalkofe, Heike Klimmek, Christoph Recker, Ina Tenz, Dietmar Wischmeyer, Jan Zerbst |
| 2016 | Timm Busche, Axel Einemann, Caroline Gawehns, David Himmelreich, Heike Klimmek, Christoph Recker, Felix Rumpf, Frank Schambor, Malte Seidel, Dietmar Wischmeyer, Jan Zerbst, Julian Zumbrock |
| 2017 | Timm Busche, Axel Einemann, Markus Fröhle, Caroline Gawehns, David Himmelreich, Heike Klimmek, Christoph Recker, Felix Rumpf, Frank Schambor, Klaas Scholtalbers, Malte Seidel, Jan Zerbst, Julian Zumbrock                                                                                          |
| 2018 | Timm Busche, Axel Einemann, Markus Fröhle, Caroline Gawehns, Stefan Gelhorn, Marie Günther, David Himmelreich, Gina Kaemmerer, Selin Kahya, Heike Klimmek, Urs Köhler, Christoph Recker, Klaas Scholtalbers, Malte Seidel, Cedric Werner, Melike Yasaroglu, Peter-Michael Zernechel, Julian Zumbrock |
| 2019 | Sarah Berg, Finja Böhling, Axel Einemann, Caroline Gawehns, Marlene Gesch, Marie Günther, Gina Kaemmerer, Selin Kahya, Urs Köhler, Christoph Recker, Björn Rehwinkel, Ruven Rintelmann, Klaas Scholtalbers, Malte Seidel, Cedric Werner                                                              |
| 2020 | Sarah Berg, Marie Günther, Björn Rehwinkel, Malte Seidel, Cedric Werner |
| 2021 | Sarah Berg, Marie Günther, Janina Greve, Urs Köhler, Volker Marczynkowski, Björn Rehwinkel, Ruven Rintelmann, Klaas Scholtalbers |
| 2022 | Gina Kaemmerer, Kai Kosinski, Urs Köhler, Volker Marczynkowski, Björn Rehwinkel, Julia Reinke |
| 2023 | Axel Einemann, Evita Helling, Kai Kosinski, Björn Rehwinkel, Julia Reinke, Jonah Reuter, Ruven Rintelmann, Malte Seidel, Cedric Werner, Julian Zumbrock |
| 2024 | Axel Einemann, Evita Helling, Christoph Recker, Björn Rehwinkel, Julia Reinke, Jonah Reuter, Ruven Rintelmann, Lara Schmidt, Malte Seidel, Carmen Wilkerling, Julian Zumbrock |
| 2025 | Axel Einemann & Julia Reinke |

## Spitzenpositionen seit 1991
| Jahr | Interpret                        | Titel                                          |
| ---- | -------------------------------- | ---------------------------------------------- |
| 1991 | Torfrock                         | Beinhart                                       |
| 1992 | Genesis                          | I Can’t Dance                                  |
| 1993 | Ace of Base                      | All that she wants                             |
| 1994 | Meat Loaf                        | I’d Do Anything for Love (But I Won’t Do That) |
| 1995 | Vangelis                         | Conquest Of Paradise                           |
| 1996 | Fools Garden                     | Lemon Tree                                     |
| 1997 | Sarah Brightman & Andrea Bocelli | Time To Say Goodbye                            |
| 1998 | Celine Dion                      | My Heart Will Go On                            |
| 1999 | Cher                             | Believe                                        |
| 2000 | Madonna                          | American Pie                                   |
| 2001 | No Angels                        | Daylight in Your Eyes                          |
| 2002 | Shakira                          | Whenever, Wherever                             |
| 2003 | Robbie Williams                  | Feel                                           |
| 2004 | Michael Andrews feat. Gary Jules | Mad World                                      |
| 2005 | Söhne Mannheims                  | Und wenn ein Lied                              |
| 2006 | Bob Sinclar vs Goleo VI          | Love Generation                                |
| 2007 | Silbermond                       | Das Beste                                      |
| 2008 | Timbaland pres. OneRepublic      | Apologize                                      |
| 2009 | Silbermond                       | Irgendwas bleibt                               |
| 2010 | Lena Meyer-Landrut               | Satellite                                      |
| 2011 | Bruno Mars                       | Grenade                                        |
| 2012 | Michel Teló                      | Ai Se Eu Te Pego!                              |
| 2013 | Die Toten Hosen                  | Tage wie diese                                 |
| 2014 | Helene Fischer                   | Atemlos durch die Nacht                        |
| 2015 | Omi                              | Cheerleader (Felix Jaehn Edit)                 |
| 2016 | The BossHoss                     | Jolene                                         |
| 2017 | 257ers                           | Holz                                           |
| 2018 | Ofenbach vs. Nick Waterhouse     | Katchi                                         |
| 2019 | Ava Max                          | Sweet But Psycho                               |
| 2020 | N/A                              | N/A                                            |
| 2021 | N/A                              | N/A                                            |
| 2022 | N/A                              | N/A                                            |
| 2023 | Wham!                            | Last Christmas                                 |
| 2024 | Beyoncé                          | Texas Hold 'Em                                 |
| 2025 | Oimara                           | Wackelkontakt                                  |